# 仲雪
仲雪（？—前822年），芈姓，是西周楚国国君熊严的第二子。
熊严有四子：长子伯霜，次子仲雪，三子叔堪，少子季徇。前828年熊严卒，长子伯霜代立，是为熊霜。前822年，熊霜去世，仲雪、叔堪、季徇争立君位。仲雪死；叔堪到濮地避难，少弟季徇即位，是为熊徇。